# Coelotes italicus
Coelotes italicus är en spindelart som beskrevs av Kritscher 1956. Coelotes italicus ingår i släktet Coelotes och familjen mörkerspindlar.
Artens utbredningsområde är Italien. Inga underarter finns listade i Catalogue of Life.